# Komitat Veszprém (historisch)
Das Komitat Veszprém (deutsch Komitat Veszprim; ungarisch Veszprém vármegye, lateinisch comitatus Vesprimiensis) war eine Verwaltungseinheit im Westen des Königreichs Ungarn. Verwaltungssitz war Veszprém.

## Lage

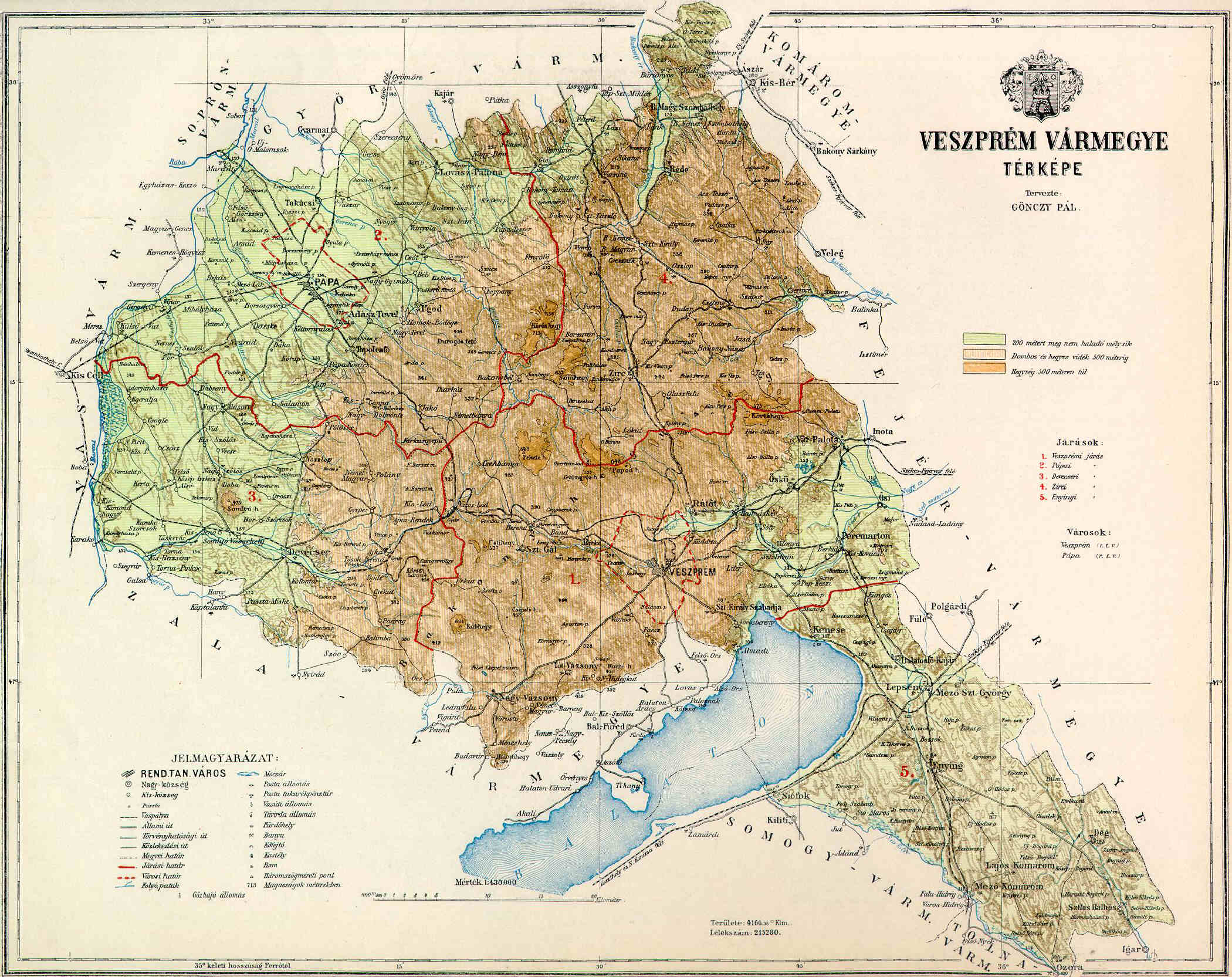
Karte des Komitats Wesprim um 1890

Das Komitat grenzte an die Komitate Eisenburg (Vas), Ödenburg (Sopron), Raab (Győr), Komorn (Komárom), Weißenburg (Fejér), Tolna, Somogy und Zala. Es erstreckte sich über den Bakonywald und das nordöstliche Ende des Plattensees herum. Das Gebiet liegt heute im westlichen Zentralungarn auf der Fläche des Komitats Veszprém, war allerdings etwas kleiner als dieses.

## Geschichte
Das Komitat entstand im 11. Jahrhundert und bestand in dieser Form bis zur großen Komitatsreform 1950. Lediglich die Stadt Siófok wurde 1850 aus dem Komitat Somogy herausgelöst und dem Komitat Veszprém angeschlossen. 1950 ging der Ort wieder zurück an das Komitat Somogy, und die Region südöstlich des Plattensees (um Enying) ging an das Komitat Fejér. Dafür kam das Gebiet westlich von Pápa, das vorher zum Komitat Vas gehört hatte, sowie das nördliche Ufer des Plattensees zum Komitat. Siehe weiter dazu unter Komitat Veszprém.

## Bezirksunterteilung

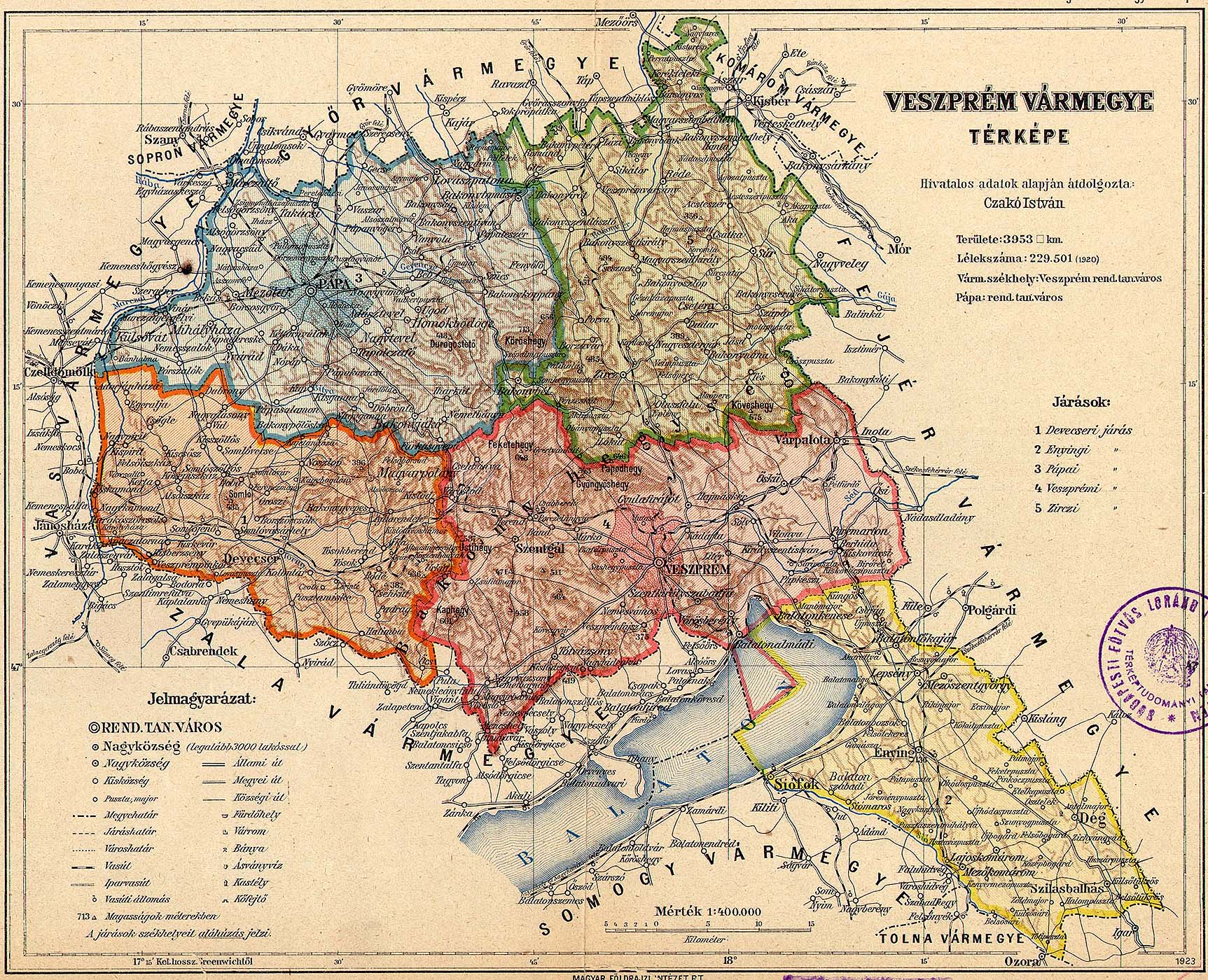
Administrative Karte

Im frühen 20. Jahrhundert bestanden folgende Stuhlbezirke (nach dem Namen des Verwaltungssitzes benannt):
| Stuhlbezirke (járások)                   | Stuhlbezirke (járások) |
| Stuhlbezirk                              | Verwaltungssitz        |
| ---------------------------------------- | ---------------------- |
| Bezirk Devecser                          | Devecser               |
| Bezirk Enying                            | Enying                 |
| Bezirk Pápa                              | Pápa                   |
| Bezirk Veszprém                          | Veszprém               |
| Bezirk Zirc                              | Zirc                   |
| Stadtbezirke (rendezett tanácsú városok) |                        |
| Pápa                                     |                        |
| Veszprém                                 |                        |

Alle genannten Orte liegen im heutigen Ungarn.